# Brentidae
Famille
Les Brentidae forment une famille qui regroupe plusieurs genres d'insectes coléoptères au corps généralement long et effilé et aux antennes droites, sauf exception.

## Liste des genres
Selon Catalogue of Life (28 août 2014) :
- genre Acidotus
- genre Adidactus
- genre Allagogus
- genre Amorphocephalus
- genre Amphicordus
- genre Amphithetobrentus
- genre Anampyx
- genre Anchisteus
- genre Ancylobrentus
- genre Anepsiotes
- genre Anisognathus
- genre Anomalopleura
- genre Antliarhis
- genre Apocemus
- genre Arrenodes
- genre Arrhenodes
- genre Atopobrentus
- genre Aulacoderes
- genre Autosebus
- genre Azemius
- genre Barathrodes
- genre Belopherus
- genre Belorhynchus
- genre Bolbocephalus
- genre Bolbocranius
- genre Brenthus
- genre Brentus
- genre Callipareius
- genre Calodromus
- genre Catagogus
- genre Centrophorus
- genre Ceocephalus
- genre Cephalobarus
- genre Cerobates
- genre Chelorhinus
- genre Claeoderes
- genre Coptorhynchus
- genre Cordus
- genre Cormopus
- genre Cylas
- genre Cyphagogus
- genre Cyriodontus
- genre Dentisebus
- genre Diplohoplizes
- genre Discothorax
- genre Diurus
- genre Ecnomobrentus
- genre Entomopisthius
- genre Episphales
- genre Eterozemus
- genre Eumecopodus
- genre Euphenges
- genre Eupsalis
- genre Eurorhinus
- genre Eutrachelus
- genre Glaucocephalus
- genre Haywardiales
- genre Henarrhodes
- genre Hephebocerus
- genre Heteroblysmia
- genre Heterobrenthus
- genre Heterorrhynchus
- genre Hormocerus
- genre Ionthocerus
- genre Ischnomerus
- genre Isomorphus
- genre Leptorhynchus
- genre Megacerus
- genre Megalosebus
- genre Microsebus
- genre Microtrachelizus
- genre Miolispoides
- genre Mitorhynchus
- genre Monrosiaia
- genre Mygaleicus
- genre Myrmecobrenthus
- genre Nemocephalus
- genre Nemorhinus
- genre Neoceocephalus
- genre Neomygaleicus
- genre Nesidiobrentus
- genre Odontopareius
- genre Oncodemerus
- genre Orfilaia
- genre Ozodecerus
- genre Parabletus
- genre Paraclidorhinus
- genre Paramegalosebus
- genre Paramicrosebus
- genre Paramorphocephalus
- genre Parasebasius
- genre Paussobrenthus
- genre Pericordus
- genre Perroudia
- genre Phacecerus
- genre Phobetromimus
- genre Pithoderes
- genre Platymerus
- genre Podozemius
- genre Proephebocerus
- genre Prophthalmus
- genre Protusambius
- genre Pseudoadidactus
- genre Pseudobelopherus
- genre Pseudomygaleicus
- genre Pseudoparagogus
- genre Pseudotaphroderes
- genre Pseudousambius
- genre Rhaphidorrhynchus
- genre Rhaphirhynchus
- genre Rhomalorrhinus
- genre Rhyticephalus
- genre Rhytidopterus
- genre Schizoadidactus
- genre Schizoeupsalis
- genre Schizotrachelus
- genre Schoenfeldtia
- genre Sebasius
- genre Stenorhynchus
- genre Stratiopisthius
- genre Stratiorrhina
- genre Stratiorrhynchus
- genre Symmorphocerus
- genre Taphroderes
- genre Temnolaimus
- genre Teramocerus
- genre Thoracobrenthus
- genre Toxobrentus
- genre Trachelizus
- genre Tychaeus
- genre Ulocerus
- genre Uropteroides
- genre Uropterus
- genre Usambius
- genre Vianodes
- genre Xestocoryphus

## Liste des sous-familles
Selon ITIS (28 août 2014) :
- sous-famille Antliarhininae Schoenherr, 1823
- sous-famille Brentinae Billberg, 1820
- sous-famille Cyladinae Schoenherr, 1823
- sous-famille Cyphagoginae Kolbe, 1892
- sous-famille Eurhynchinae Lacordaire, 1863
- sous-famille Microcerinae Lacordaire, 1863
- sous-famille Pholidochlamydinae Damoiseau, 1962
- sous-famille Taphroderinae Lacordaire, 1865
- sous-famille Trachelizinae Lacordaire, 1865
- sous-famille Ulocerinae Schoenherr, 1823